# 9766 Бредбері
9766 Бредбері (9766 Bradbury) – астероїд головного поясу, відкритий 24 лютого 1992 року.
Тіссеранів параметр щодо Юпітера – 3,491.
Названий на честь американського письменника Рей Бредбері.